# Wiel Coerver
Wiel Coerver (Kerkrade, 3 de dezembro de 1924 – Kerkrade, 22 de abril de 2011) foi um futebolista e treinador de futebol neerlandês. Como treinador, o maior sucesso de Coerver foi vencer a Copa da UEFA da temporada 1973–74, com o Feyenoord.
Coerver nasceu em Kerkrade, e foi apelidado de "Albert Einstein do Futebol". Ele morreu de pneumonia em abril de 2011, em sua cidade natal.